# 엘라 휠러 윌콕스
엘라 휠러 윌콕스(Ella Wheeler Wilcox, 1850년 11월 5일 ~ 1919년 10월 30일)는 미국의 작가이자 시인이다. 그의 작품으로는 시집 《정열의 시》와 "고독"이라는 시가 있는데, 이 시에는 "웃으면, 세상이 함께 웃고; 울면, 홀로 운다"라는 구절이 담겨있다. 그의 자서전 《세상과 나》는 사망하기 1년 전인 1918년에 출간되었다.

## 생애
엘라 휠러는 1850년 제인즈빌 동쪽의 위스콘신주 존스타운의 한 농장에서 4남매 중 막내로 태어났다. 이후 가족은 그의 아버지의 사업 실패와 투기로 인해 재산을 잃은 뒤 매디슨 북쪽으로 이주했다. 윌콕스의 가족은 스스로를 지식인이라 여겼으며, 영어의 미묘한 뉘앙스를 완벽히 구사하는 것을 중요하게 여겼다. 어린 시절 윌콕스는 책과 신문을 읽으며 시간을 보냈는데, 이는 후일 그의 창작 활동에 영향을 미쳤을 것으로 보인다(특히 윌리엄 셰익스피어, 《천일야화》, 《존 길핀의 재미있는 이야기》와 《걸리버 여행기》, 그리고 집에서 구할 수 있었던 몇 안 되는 다른 문학 작품들을 읽었다).
약 8세 무렵, 윌콕스는 시 쓰기를 자신을 표현하는 수단으로 삼기 시작했다. 13세가 되었을 때 그의 첫 시가 발표되었다. 《뉴욕 머큐리》 구독이 끊기고 재구독할 여유가 없게 되자, 윌콕스는 자신의 글이 출판된다면 최소한 그것이 실린 신문은 받아볼 수 있을 것이라 생각했다. 그가 투고한 작품은 현재 전해지지 않으며, 윌콕스 역시 후일 그 시의 주제조차 기억나지 않는다고 밝혔다. 고등학교를 졸업할 무렵에는 그의 고향 주에서 시인으로 이름을 알리게 되었다.
그의 시 "세상의 방식"은 1883년 2월 25일자 《더 뉴욕 선》에 처음 발표되었다. 이 시는 위스콘신주 매디슨에서 열리는 주지사 취임 무도회에 참석하기 위해 가던 중에 영감을 받아 쓰여졌다. 축하 행사장으로 가는 길에, 통로 건너편에는 검은 옷을 입은 한 젊은 여성이 앉아 있었다. 그 여성은 울고 있었다. 휠러 양은 그 옆에 앉아 여정이 끝날 때까지 그를 위로했다. 목적지에 도착했을 때, 시인은 너무나 우울해서 예정된 축하 행사에 거의 참석할 수 없을 지경이었다. 거울에 비친 자신의 빛나는 얼굴을 보았을 때, 문득 슬픔에 잠긴 미망인이 떠올랐다. 바로 그 순간 "고독"의 첫 구절을 썼다.
웃으면, 세상이 함께 웃고;
울면, 홀로 운다.
슬픈 이 세상도 기쁨은 빌려야 하지만
걱정거리는 충분하니
그는 이 시를 《선》에 보냈고 5달러를 받았다. 이 시는 얼마 후인 1883년 5월에 《정열의 시》에 수록되었다. 이 시집은 그해 2,000달러의 수익을 올린 것으로 전해진다.
1884년, 그는 코네티컷주 메리던 출신의 로버트 윌콕스와 결혼했고, 이들은 뉴욕시로 이주하기 전까지 그곳에서 살았다가 이후 코네티컷주 브랜퍼드의 쇼트비치 지역 그래닛 베이로 이주했다. 롱아일랜드 해협에 지은 두 채의 집과 몇 채의 별장은 방갈로 코트로 알려졌으며, 이곳에서 문학과 예술계 친구들과 모임을 가졌다. 이들 사이에서 아들이 한 명 태어났으나 출생 직후 사망했다. 결혼 후 얼마 지나지 않아 두 사람은 신지학, 신사고 운동, 심령주의에 관심을 갖게 되었다.

결혼 초기에 로버트와 엘라 휠러 윌콕스는 누가 먼저 죽더라도 돌아와 다른 한 사람과 소통하기로 서로에게 약속했다. 30년이 넘는 결혼 생활 끝에 로버트 윌콕스는 1916년 사망했다. 그는 비통에 빠졌고, 남편으로부터 아무런 소식도 받지 못한 채 몇 주가 지나면서 그 슬픔은 더욱 깊어만 갔다. 이때 그는 여전히 자신의 슬픔을 달래고자, 왜 로버트로부터 아무런 소식이 없는지 이해하고자 캘리포니아의 장미십자회 점성술사 막스 하인델을 찾아갔다. 그는 이 만남에 대해 이렇게 적었다.
캘리포니아의 장미십자회 철학 지도자인 막스 하인델과 대화를 나누면서, 그는 깊은 비통이 미치는 영향을 매우 분명하게 설명해주었다. 하인델 씨는 내가 슬픔을 다스리는 법을 배우면 남편의 영과 만날 수 있을 거라고 확신시켜 주었다. 나는 전능한 신이 고통받는 영혼에게 가장 필요한 순간에 확신을 주기 위해 빛줄기 하나 보낼 수 없다는 게 이상하게 여겨진다고 답했다. 하인델 씨는 '맑은 연못 옆에 서서 나무와 하늘이 그 안에 비치는 것을 본 적이 있습니까? 그리고 그 연못에 돌을 던져 물이 흐려지고 요동쳐서 아무것도 비치지 않는 것을 본 적이 있습니까? 하늘과 나무는 물이 잔잔해질 때까지 위에서 비추어지기를 기다리고 있었습니다. 마찬가지로 신과 당신 남편의 영도 슬픔의 소용돌이가 잠잠해질 때까지 자신들을 보여주기 위해 기다리고 있는 것입니다'라고 물었다.

몇 달 뒤 그는 작은 만트라, 즉 긍정의 기도를 지어 계속해서 반복했다. "나는 살아있는 증인이다: 죽은 이들은 살아있다: 그들은 우리를 통해, 우리에게 말한다: 나는 이 영광스러운 진실을 고통받는 세상에 전하는 목소리다: 나는 준비되었습니다, 신이시여: 나는 준비되었습니다, 그리스도시여: 나는 준비되었습니다, 로버트여."

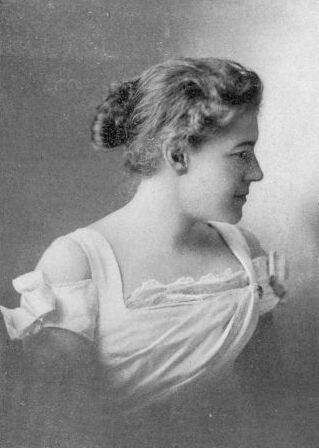
1897년 출판물의 엘라 휠러 윌콕스

윌콕스는 세상에 신비한 것들을 가르치려 노력했다. 긍정적 사고로 가득한 그의 작품들은 신사고 운동에서 인기를 얻었고, 출판인 엘리자베스 타운에 따르면 1915년까지 그의 소책자 《신사고에 대해 내가 아는 것》은 5만 부가 배포되었다.
다음 진술은 뉴소트, 심령주의, 그리고 윤회를 믿는 신지학적 신념이 독특하게 혼합된 윌콕스의 사상을 보여준다: "우리가 오늘 이 땅에서 생각하고, 행동하고, 살아가는 대로, 우리는 이 땅을 떠난 뒤 영적 영역에서 우리 집의 구조를 짓게 되며, 이 지구나 다른 행성에서 수천 년 후에 올 미래의 삶을 위한 업을 쌓게 된다. 죽음이 단지 더 높은 차원에서의 삶과 노동의 연속일 뿐이라는 것을 깨닫게 되면, 삶은 새로운 품위를, 노동은 새로운 관심을 얻게 될 것이다."
자서전 《세상과 나》의 마지막 말: "이 거대한 창고(신과 영적 존재들의 위계질서)로부터 우리는 지혜와 지식을 모을 수 있으며, 우리 아버지의 집에 있는 무수한 저택들 중 하나인 이 지구라는 준비실을 지나가면서 빛과 힘을 받을 수 있다. 이러한 것들을 생각해보라."
윌콕스는 동물권과 채식주의를 옹호했다. 그는 1919년 10월 30일 코네티컷주 쇼트비치에서 암으로 사망했다.

## 시

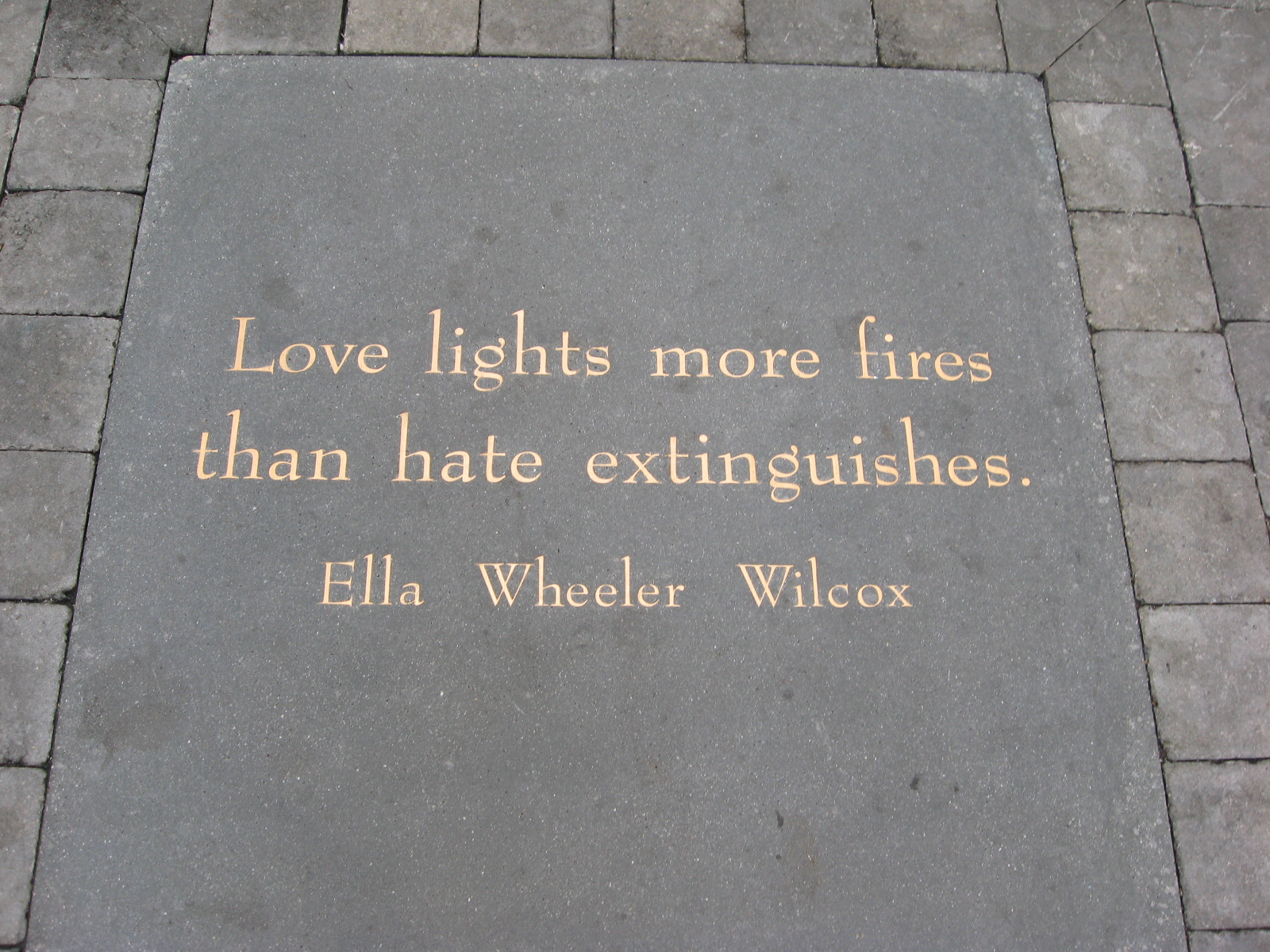
엘라의 시는 샌프란시스코의 잭 케루악 골목에 명판으로 새겨져 있다.

윌콕스의 작품들은 F. O. 매티슨의 《옥스퍼드 미국시선집》(The Oxford Book of American Verse)에는 수록되지 않았으나, 헤이즐 펠레만은 《미국인이 가장 사랑하는 시》(Best Loved Poems of the American People)에 그의 시 14편을 선정했고, 마틴 가드너는 《가장 기억에 남는 시》(Best Remembered Poems)에 "세상의 방식"과 "운명의 바람"을 선정했다.
그는 형편없는 시를 모은 선집 《매우 형편없는 시》(Very Bad Poetry)에도 언급되어 있다. 싱클레어 루이스는 배빗의 문학적 소양 부족을 보여주기 위해 그가 어떤 시구를 "키플링의 '만약'(If)이나 엘라 휠러 윌콕스의 '가치 있는 사람' 같은 고전 시"라고 언급하게 했다. 후자는 이렇게 시작한다.
즐거운 것은 쉽지,
    삶이 노래처럼 흘러갈 때는,
하지만 가치 있는 사람은 미소 짓는 이,
    모든 것이 완전히 잘못되어 갈 때도.
그의 시 "고독"은 이렇게 시작한다:
웃으면 세상이 함께 웃고,
    울면, 홀로 운다;
착한 이 세상도 기쁨은 빌려야 하지만,
    걱정거리는 충분하니.
"운명의 바람"
한 배는 동쪽으로 또 다른 배는 서쪽으로 나아가니
불어오는 바람은 같건만.
돛을 어떻게 펴느냐에 달렸으니,
바람이 아니라,
우리가 갈 길을 알려주네.
바닷바람이 운명의 길과 같으니;
우리가 삶을 항해할 때,
영혼을 어떻게 두느냐가
목적지를 결정하지,
고요함도 싸움도 아니라네.
휠러 윌콕스는 동물의 고통을 덜어주는 것에 관심이 있었는데, 이는 그의 시 "목소리 없는 이들의 목소리"에서 볼 수 있다. 시는 다음과 같이 시작한다.
신도 많고, 신조도 많으며,
꼬불꼬불 이어지는 길도 많지만,
그저 친절하게 대하는 기술이
슬픈 세상이 필요로 하는 전부라네.
나는 목소리 없는 이들의 목소리;
나를 통해 벙어리가 말하리니,
귀먹은 세상이 듣게 되리라
말 못하는 약자들의 불의를.
거리에서, 우리에서, 개집에서,
마구간과 동물원에서 울부짖음이
고통받는 내 혈육이 고하나니
강자가 약자에게 저지른 죄를.
그는 제1차 세계 대전 중 프랑스에 나타나 9,000명의 미군 부두 노동자들이 있는 캠프를 방문하면서 자신의 시 《부두 노동자들》("건장하고 남성적이며 강인한 육군 부두 노동자들에게...")을 낭송했다.

## 작품

### 시집
- 《정열의 시》(1883년, W.B. 콘키 컴퍼니 [시카고])

- 《물방울》(1889년, 전국 절제 협회 출판사 [뉴욕])

- 《모린과 다른 시들》(1888년, W.B. 콘키 컴퍼니 [시카고])

- 《즐거움의 시》(1888년, 벨포드, 클라크, 앤 컴퍼니 [뉴욕])

- 《성찰의 시》(1905년, M. A. 도나휴 & 컴퍼니 [시카고])

- 《격려의 시》(1908년, 게이 앤 핸콕 주식회사 [런던])

- 《진보의 시와 뉴소트 파스텔》(1909년, W.B. 콘키 컴퍼니 [시카고])

- 《애정의 시》(1920년 게이 앤 핸콕 주식회사 [런던])

- 《인생의 시》(1921년)

### 소설
- 《말 물레: 소설》(1885년)

- 《이중생활》(1890년)

- 《달콤한 위험》(1892년)

- 《세상의 여인: 다른 이들의 아들딸에게 주는 조언》(1904년)

### 연극
- 《미스파》(1906년)[10] 셀리그 폴리스코프는 1915년에 9릴짜리 영화 각색을 계획했다.[11]

### 기타
- 《뉴소트의 심장》(1902년)

- 《문학적 경력의 이야기》(1905년)

- 《세상과 나》(1918년)

### 각색
윌콕스의 여러 시들이 무성영화의 바탕이 되었다:
- 《그가 치른 대가》(1914년)[12]

- 《아름다운 거짓말》(1917년)[13]

- 《시즌의 미인》(1919년)[14]

- 《가치 있는 사람》(1921년)[15]

## 대중문화
SF 텔레비전 시리즈 《오펀 블랙》의 마지막 시즌인 5시즌의 10개 에피소드 제목은 윌콕스의 시 "항의"(Protest)에서 따왔다.
윌콕스의 시 "고독"에서 나오는 "웃으면 세상이 함께 웃고 / 울면, 홀로 운다"라는 구절이 2003년 한국 스릴러 영화 《올드보이》에 여러 차례 등장한다.

## 더 읽어보기
- Ifkovic, Edward. Ella Moon: A Novel Based on the Life of Ella Wheeler Wilcox. Oregon, WI: Waubesa Press, 2001. ISBN 1-878569-72-4